# Rekordok rendszere
A rekordok rendszere (SOR) vagy más néven rekord alapú rendszer (SSoR) egy olyan információt tárolórendszer adatkezelési kifejezése (amelyet általában adatbázis kezelő rendszert futtató számítógépes rendszereken valósítanak meg), amely egy adott adatelem vagy információ hiteles adatforrása. A rekordok rendszerének azonosítása létfontosságú lehet azokban a szervezetekben, ahol menedzsment információs rendszereket (MIS) úgy építettek fel, hogy több forrású rendszerekből származó adatokat vettek ki, ezeket az adatokat újra feldolgozták, majd az eredményt új üzleti felhasználásra mutattak be.
Ezekben az esetekben, a többinformációs rendszerek eltérhetnek, különbözhetnek ugyanazzal az információval kapcsolatban. Ezek az eltérések származhatnak szemantikai különbségekből, nézet különbségekből, a különböző források használatától függően, esetleg az ETL (kivonás, átalakítás, betöltés) folyamatok időzítésétől függően, amelyek létrehozzák az általuk bejelentett adatokat, vagy szimplán csak a hibák eredményéből. 
Bármely adatkészlet integritása és érvényessége kérdéses, ha nincs nyomon követhető kapcsolat egy jó forráshoz, mint például ismert rekordok rendszeréhez. Amennyiben az adatok integritása létfontosságú, ha létezik egy elfogadott rendszere a rekordoknak, akkor az adatelemet össze kell kapcsolni, vagy közvetlenül ki kell vonni abból. További esetekben az eredetet és a becsült adatminőséget dokumentálni kell. 
A „rekordok rendszere” megközelítés jól illeszkedik olyan környezetekbe, ahol: 
- minden adatfogyasztó felett egyetlen egy jogkör létezik, és

- minden fogyasztó hasonló igényekkel rendelkezik

Eltérő környezetekben, inkább támogatni kell a több nézet jelenlétét. A fogyasztók eltérő hitelességet fogadhatnak el, vagy eltérhetnek attól, hogy mi tekinthető hiteles forrásnak. A kutatók inkább gondosan ellenőrzött adatokat részesítenek előnyben, míg a taktikai katonai rendszerek megkövetelhetik a legfrissebb hiteles jelentést. 

## További Linkek
- - Single source of truth: practice of using one source for a particular data element
  - Privacy Act of 1974: United States law including requirement for agencies to publish System Of Records Notices (SORN) in the Federal Register to identify the system and describe the use of individuals' data.
  - Master data management: defining the handling of master data